# Mestna avtobusna linija št. 57 (Szczecin)
Mestna avtobusna linija številka 57 (Kołłątaja-Warszewo) je ena izmed avtobusnih linij javnega mestnega prometa v Szczecinu. Povezuje Niebuszewo in Warszewo. Linija je začela obratovati 1956.

## Trasa
Kołłątaja – Rondo Sybiraków – Asnyka – Boguchwały – Cyryla i Metodego – Sczanieckiej – Wilcza – Przyjaciół Żołnierza – Bandurskiego – Rostocka – Miejska – Szczecińska – Duńska – Szwedzka – Dzierżonia (vrnitev: Perlista) – Złotowska – Warszewo